# Диппель, Леопольд
Леопольд Диппель (нем. Leopold Dippel, 4 августа 1827 — 4 марта 1914) — немецкий ботаник, профессор ботаники и директор Ботанического сада Дармштадта.                  

## Биография
Леопольд Диппель родился в городе Лаутереккен 4 августа 1827 года.
Диппель изучал ботанику в Йене, в 1850 году стал учителем.
В 1865 году он получил звание почётного доктора в Бонне, а в 1869—1896 годах был профессором ботаники в Дармштадте.
Леопольд Диппель умер в городе Дармштадт 4 марта 1914 года.

## Научная деятельность
Леопольд Диппель специализировался на водорослях и на семенных растениях.

## Научные работы
- Handbuch der Laubholzkunde (tre dlr, 1889—1893)[2].
- Das Mikroskop und seine Anwendung (1867—1872; ny upplaga 1882—1898)[2].
- Entstehung der Milchgefässe (1865)[2].
- Die intercellularsubstanz und deren Entstehung (1867)[2].
- Diatomaceenflora der Rhein-Main-Ebene (1905)[2].